# Policosanol
Policosanol é o termo genérico para descrever uma mistura de álcoois de cadeia longa extraídos de ceras vegetais. É usado como suplemento alimentar.
Inicialmente, o policosanol era extraído da cana-de-açúcar, mas o composto também pode ser isolado de cera de abelha, grãos de cereais, gramíneas, folhas, frutas, nozes e sementes de muitos alimentos. As ceras vegetais consistem em ácidos graxos de cadeias muito longas que foram reduzidas a álcoois de cadeias muito longas. Policosanóis são álcoois de cadeias muito longas com ligações de que variam de 24 a 34 carbonos.
Os primeiros suplementos de policosanol foram produzidos pelos Laboratórios Dalmer em Cuba; estudos conduzidos e publicados por esse grupo descobriram que ele é seguro e eficaz como hipolipemiante (agente de redução de lipídios). No entanto, esses estudos foram em pequena escala, e os esforços de grupos fora de Cuba não conseguiram replicar esses resultados.
Uma metanálise em 2005 concluiu que o consumo humano de policosanol é seguro, bem tolerado e eficaz na redução do LDL (o "colesterol ruim" no sangue). A partir de 2010, foi comercializado como agente de redução de lipídios no Caribe, América Central, América do Sul e Canadá. Além disso, outra metanálise publicada em 2018 de 22 estudos com 1886 indivíduos mostrou que o policosanol poderia melhorar a dislipidemia com o aumento do HDL (o "colesterol bom"). O efeito de redução da pressão arterial do policosanol cubano foi mostrado num modelo animal usando SHR (Spontaneously Hypertensive Rats - "ratos espontaneamente hipertensos")  e um teste em humanos.